# Schleuse Calbe
Die Schleuse Calbe ist eine Schleuse an der Bundeswasserstraße Saale. Sie liegt im Ortsteil Gottesgnaden der Stadt Calbe in Sachsen-Anhalt. Zuständig für Betrieb und Unterhaltung ist das Wasserstraßen- und Schifffahrtsamt Elbe.

## Geschichte
Nach der Errichtung eines Saale-Wehres in Calbe wurde 1564 die erste Schleuse als Kammerschleuse in einem Seitenarm der Saale erbaut. Eine 1605 errichtete Anlage funktionierte bis zum Beginn des Dreißigjährigen Krieges. 1695 wurde eine neue Anlage mit senkrechten Kammerwänden errichtet; hierbei wurden Steine der ehemaligen Stiftskirche Gratia Dei in Gottesgnaden verwendet. Von 1783 bis 1787 wurde eine modernere Schleuse angelegt, welche bis ins Jahr 1889 in Betrieb war. Die nächsten 50 Jahre fuhren die Schiffe durch eine dem Industriezeitalter entsprechende Schleuse mit einer Länge von 56,5 m und 6,5 m Breite.
1926 beschloss die Reichsregierung – im Rahmen der Planungen für den sogenannten Mittellandkanal-Südflügel zum Wasserstraßenanschluss von Leipzig – die Saale für 1000-Tonnen-Schiffe auszubauen. Dies geschah ab 1933 bis in den Zweiten Weltkrieg von der Mündung bei Barby bis Halle. Ein Ausbau oberhalb Halle ist seitdem nicht mehr vorgesehen. 1939 begann der Bau der heutigen Schleusenanlage Calbe, der 1941 beendet wurde.

## Beschreibung
Bei der heutigen Schleuse Calbe handelt sich um eine Schleppzugschleuse. Typisch für diese Schleusenbauart sind die seitlich versetzten Schleusentore. Die Einfahrtsbreite des Ober- und Unterhauptes, d. h. die Torweite, beträgt 12 Meter. Zur Mitte hin weiten sie sich auf und die nutzbare Breite beträgt dann 20 Meter. Dadurch können mehrere Schleppkähne eines Schleppzuges nebeneinander in der Schleuse liegen und gemeinsam geschleust werden. Die aus Beton errichtete Schleusenkammer hat eine nutzbare Länge von 103,0 m. Um die Kammerbreite auf 20,0 m zu erhöhen, sind die 12,0 m breiten Hubtore seitlich versetzt. Das Befüllen und Leeren der Kammer erfolgt durch das Anheben der Hubtore, die an den für die Saaleschleusen typischen Portalen geführt werden. Die Schleuse wird zu festgelegten Zeiten von der Fernbedienzentrale in Bernburg gesteuert. Zuletzt wurde das untere Hubtor im Frühjahr 2017 durch einen Neubau ersetzt. Über das Unterhaupt der Schleuse führt eine Schleusenbrücke mit einer Durchfahrtsbreite von 12 Meter.
- Siehe auch: Liste der Schleusen der Saale

## Karten
- W. Ciesla, H. Czesienski, W. Schlomm, K. Senzel, D. Weidner: Schiffahrtskarten der Binnenwasserstraßen der Deutschen Demokratischen Republik 1:10.000. Band I, Herausgeber: Wasserstraßenaufsichtsamt der DDR. Berlin 1988. OCLC 830889996